# М2 (БТР)
Бронетягач M2 (англ. M2 half-track car) — американський напівгусеничний бронетранспортер — артилерійський тягач часів Другої світової війни. Створений у 1940—1941 роках інженерами компанії Firestone Tire & Rubber Company. Серійне виробництво M2 тривало з 1941 по 1944 рік, всього був випущений 13 691 бронетягач цього типу, включаючи його покращений варіант M2А1.
з
M2, разом з бронетранспортером M3, з яким вони дуже схожі ззовні, стали основним типом бронетранспортерів американських військ у Другій світовій війні й їх активно використовували на всіх театрах воєнних дій, як артилерійський тягач. Після закінчення Другої світової війни значна кількість цих машин ще довго перебувала на озброєнні армій багатьох країн світу, їх активно використовували у локальних війнах другої половини XX століття: в Кореї, Алжирі та Індокитаї, в арабо-ізраїльських війнах 1948, 1956, 1967, 1973 і 1982 років.

## Історія
Напівгусеничний бронетранспортер розроблявся на основі концепції всюдиходів Citroen-Kegresse C417, декілька зразків яких було придбано раніше. Роботи почалися ще в 1938 році, а в 1940 році White Motor Company виготовила перший прототип, який отримав назву Т14. Базою для створення бронеавтомобіля стали вузли та агрегати цивільних вантажних автомобілів, зокрема двигун у зборі зі зчепленням та коробкою передач, мости, кермове управління, електрообладнання. Гусеничний рушій розроблявся окремо.
Стрімкий перебіг подій у Європі, падіння Польщі, Бельгії, Голландії та Франції змусило американців форсувати роботи. В результаті вже в жовтні 1940 року прототипи Т14 і Т8 були стандартизовані (тобто прийняті на озброєння армії США) як Half-Track Car M2 і Half-Track Personel Carrier M3 відповідно. При цьому перший був напівгусеничним артилерійським тягачем, а другий — бронетранспортером.
Серійне виробництво M2 почалося навесні 1941 року і тривало аж до 1943 року. Компанії White Motor і Autocar виготовили за цей час 8 423 і 2 992 тягачі відповідно.
У травні 1941 року перші зразки M2 надійшли на озброєння чотирнадцяти мотопіхотних полків, що формувалися. Перший бойовий досвід новітні бронетранспортери здобули у грудні 1941 року під час боїв на Філіппінах. У складі 192-го та 194-го танкових батальйонів перебувало по 23 бойові машини цього типу, які використовували переважно в штабних та розвідувальних підрозділах. Під час бойових дій проти японських окупантів на острові Лусон усі машини були втрачені.
У листопаді 1942 року під час проведення операції «Смолоскип» — висадці американських військ у Північній Африці сталося перше масштабне бойове хрещення бойових машин. Згідно штату американської бронетанкової дивізії 1942 року, в кожному з двох її танкових полків було до ста «хаф-треків», в моторизованому полку — 230. Загальна ж кількість напівгусеничних машин, з урахуванням штабних, артилерійських, інженерних і розвідувальних частин і підрозділів, сягала 733 одиниць. Перша військова частина, що вступила в бій на цих машинах, — 6-й моторизований полк 1-ї бронетанкової дивізії. У січні-лютому 1943 року при відбитті наступу німців через прохід Кассерін під час запеклих боїв цей полк був майже повністю знищений.
Згодом M2 і МЗ, як й їхні вдосконалені варіанти М2А1 і МЗА1, американці використовували в усіх без винятку бойових операціях Другої світової війни на Європейському та Тихоокеанському театрах воєнних дій.

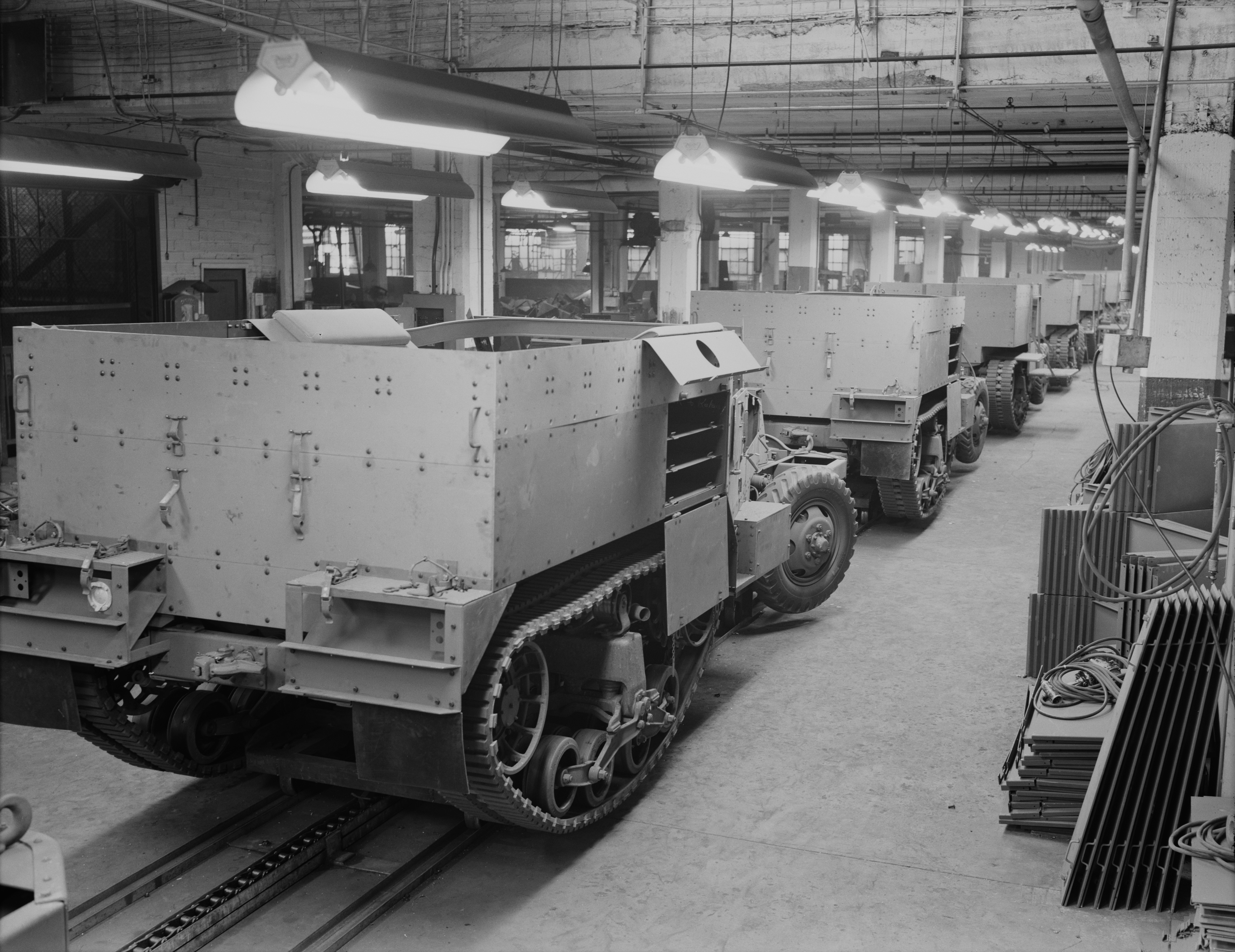
Частково зібрані M2 рушать по збиральній лінії заводу.

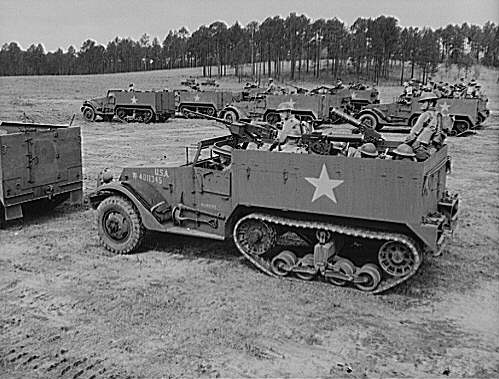
M2 у Форт Беннінгу, Джорджія, 1942.

Американські напівгусеничні бронетранспортери поставляли у країни антигітлерівської коаліції за програмою ленд-лізу. Причому як базові версії М2 і МЗ, так і пізніші моделі М5 і М9. Останні розроблялися фірмою International Harvester Company в 1942 році, після того як була затверджена програма виробництва «хаф-треків» до 1944 року, яка передбачала випуск 188 404 бойових машин. Стало очевидним, що потужностей трьох основних фірм-виробників бракує. Машини були стандартизовані під позначеннями М5 і М9, і в грудні 1942 року почалося їх серійне виробництво. Фірма International Harvester Company виготовила відповідно 4 625 і 2 026 одиниць. У травні 1943 року обидві машини були модернізовані і випускалися під позначеннями М5А1 і М9А1 (виготовлено відповідно 2 959 і 1 407 одиниць), будучи аналогами М2А1 і МЗА1.
Майже половину від їх загальної кількості — 5238 одиниць — відправили до Великої Британії, звідки вони потрапили і у війська країн Співдружності, а також у польські і чехословацькі частини на Заході. У британській армії напівгусеничні транспортери не використовували для перевезення мотопіхоти, оскільки в цій ролі виступав британський бронетранспортер Universal Carrier. Головним завданням експортних зразків стало буксирування 6- і 17-фунтових протитанкових гармат. Їх використовували й в інженерних частинах, а також у ролі штабних і санітарних машин.
Другу за величиною експортну партію напівгусеничних БТР набув рух «Вільна Франція», очолюваний генералом Ш. де Голлем: 176 машин М2/М2А1, 245 — МЗ/МЗА1, 1 196 — М5/М5А1 і 603 — М9/М9А1.
Бойові машини цих типів були й у складі 1-ї бразильської піхотної дивізії, що воювала в Італії. Правда, їх налічувалося зовсім небагато: 8 одиниць — М2/М2А1, 3 — М3/М3А1 і 20 — М5/М5А1. Невелику кількість «хаф-траків» використовували і в китайській танковій групі в Бірмі. У роки Другої світової війни кілька бронетранспортерів передали збройним силам Чилі та Мексики.
За програмою ленд-лізу до СРСР було передано 1 158 напівгусеничних транспортерів, у тому числі: 342 одиниці М2, 2 — М3, 401 — М5 і 413 — М9. Усі вони поставлялися в 1942 році і розподілялися між розвідувальними підрозділами і командуванням танкових корпусів і армій. Основну ж маса цих машин направляли в артилерію (головним чином до винищувально-протитанкової), де їх використовували для буксирування гармат, у тому числі 85-мм зенітних гармат 52К зразка 1939 року і 100-мм протитанкових гармат БС-3 зразка 1944 року.
На базі М2 і М3 у США було створено велику кількість самохідно-артилерійських установок, самохідних мінометів і зенітних самохідних установок, багато з яких випускалися в значних кількостях і перебували на озброєнні американської та інших союзних армій.
Після Другої світової війни значна кількість «хаф-траків» знаходилася на озброєнні багатьох країн світу. Їх активно використовували у локальних війнах у Кореї, Алжирі та Індокитаї. Армія оборони Ізраїлю застосовувала ці машини, щоправда в модернізованих варіантах, в арабо-ізраїльських війнах 1948, 1956, 1967, 1973 і 1982 років.

## Оператори
| - США - Велика Британія - СРСР - Аргентина - Бельгія - Бразилія - Південний В'єтнам - Грецьке королівство - Домініканська Республіка - Ізраїль - Камбоджа - Ліван | - Королівство Лаос - Мексика - Нідерланди - Нікарагуа - Парагвай - Польща - Португалія - Філіппіни - Фінляндія - Франція - Чехословаччина - Чилі |